# Sinobatis bulbicauda
Sinobatis bulbicauda — вид хрящевых рыб рода Sinobatis семейства нитерылых скатов отряда скатообразных. Обитают в тропических водах восточной части Индийского и центрально-западной части Тихого океана между  5° ю. ш.  и  31° ю. ш. Встречаются на глубине до 1125 м. Их крупные, уплощённые грудные плавники образуют диск с широким вытянутым рылом, которое оканчивается заострённым выростом. Передние лопасти брюшных плавников имеют вид конечностей. Максимальная зарегистрированная длина 56 см. 

## Таксономия
Впервые вид был научно описан в 2008 году. Он был причислен к новому роду Sinobatis, описанному в той же работе и отделённому от рода нитерылых скатов. Видовой эпитет происходит от слов др.-греч. βολβός — «луковица» и  лат. cauda — «хвост. 
Голотип представляет собой взрослого самца длиной 42,9 см, пойманного у побережья Западной Австралии (23°44′ ю. ш. 112°35′ в. д.) на глубине 612—620 м. Паратипы: самка длиной 38,8 см, пойманная там же на глубине 420 м; 3 самки длиной 24,4—32,8 см, пойманные в заливе Шарк на глубине 1115—1125 м; самка длиной 46,1 см, пойманная в водах Норт-Уэст-Кейп на глубине 886—907 м; самки длиной 53,6—56 см и диском шириной 30,3 см, пойманные в архипелаг Дампир на глубине 555 м; неполовозрелые самцы длиной 12,5—32,9 см и диском шириной 6,2—13,7 см и самка длиной 32,1 см, пойманные на рифах Роули на глубине 388—504 м; самка длиной 29,7 см и диском шириной 16,3 см, пойманная к северо-западу от Порт-Хедленда на глубине 447—582 м и т. д.. 
Sinobatis bulbicauda очень похожи на Sinobatis borneensis, от которого отличается бо́льшим размером. Кроме того, эти два вида отличаются формой рострального выроста шишковидный у Sinobatis bulbicauda и нитевидный у Sinobatis borneensis, у последних хвост и рыло относительно длиннее, а расстояние от кончика рыла до глаз в 6,5 раз превышает дистанцию между глазами (против 3,4—5,7).  Взрослые самцы Sinobatis borneensis имеют длину около 31,7 см, а Sinobatis bulbicauda — 42,9—43,3 см. Также имеется ряд морфометрических отличий (относительная ширина диска, расположение клоаки, диаметр глаз, ширина и расположение рта и расстояние между жаберными щелями).

## Ареал
Эти глубоководные скаты обитают у берегов Западной Австралии и восточного побережья Индонезии. Встречаются внешнем крае континентального шельфа на глубине от 150 до 1125 м, в основном между 400 и 800 м, а в водах Индонезии от 215 до 470 м. 

## Описание
Широкие и плоские грудные плавники этих скатов образуют округлый диск среднего размера. Длина переднего края в 5,2—7,8 раз превышает ширину рта. Рыло вытянутое и заострённое. Кожа лишена чешуи. Спинные плавники отсутствуют. На вентральной стороне диска расположены 5 жаберных щелей, ноздри и рот.  Длина хвоста от клоаки до кончика составляет 79 %— 170 % длины диска. У особей длиной более 28 см и диском шириной свыше 13 см дистальная часть хвоста латерально расширена. Глаза довольно крупные, их диаметр равен 4,7—7,8 длины рыла по горизонтали и 6,7—10,6 длины головы. Ширина хвоста у кончика в 1,3—2,2 раза меньше ширины в средней части. Количество лучей грудных плавников 66—71. Брюшные плавники среднего размера. Длина их передних долей составляет 12,1—18,1 % длины тела. На каждой челюсти имеется по 20—28 зубных рядов. У взрослых самцов зубы удлинённые и заострённые. Общее количество позвонков 148—171. Хвостовой плавник неразвит. Дорсальная поверхность окрашена в бледный розово-коричневый цвет, вентральная поверхность бледная без отметин. Максимальная зарегистрированная длина 56 см. 

## Биология
Самцы достигают половой зрелости при длине около 43 см. Длина новорождённых менее 13 см.

## Взаимодействие с человеком
Эти скаты не являются объектом целевого лова. Возможно, они попадаются в качестве прилова при глубоководном тралении. В ареале ведётся незначительный глубоководный промысел. Международный союз охраны природы присвоил этому виду  охранный статус  «Вызывающий наименьшие опасения».